# 90317 Williamcutlip
90317 Williamcutlip è un asteroide della fascia principale. Scoperto nel 2003, presenta un'orbita caratterizzata da un semiasse maggiore pari a 2,3429315 UA e da un'eccentricità di 0,1306956, inclinata di 6,28647° rispetto all'eclittica.